# Маришка, Эрнст
Эрнст Мари́шка (нем. Ernst Marischka; 2 января 1893, Вена — 12 мая 1963, Кур) — австрийский режиссёр и сценарист, специализировавшийся на венской оперетте и комедии. Наиболее известен по трём фильмам «Сисси», снятым в 1955—1958 годах.

## Биография
Родился 2 января 1893 года в Вене. Брат Губерта Маришки.
Окончив гимназию, Эрнст оказался в мире кино благодаря своему брату Губерту и его другу, пионеру киноиндустрии Саше Коловрат-Краковскому. Его первой работой стал сценарий для спектакля-оперетты «Дядюшка-миллионер» (1913). Впоследствии он писал сценарии для немого кино, начиная с 1915 года занялся режиссурой.
После десятилетнего перерыва вернулся в кино в 1931 году в качестве сценариста. Специализировался на костюмированных, богато декорированных романтических фильмах с обилием опереточных номеров. К началу 1940-х годов вновь вернулся к режиссуре.
В послевоенное время Маришка снимал мало, лишь в 1955 году ему удалось добиться успеха с ремейком «Молодые годы королевы», в котором одну из своих первых ролей исполнила 16-летняя Роми Шнайдер. В 1955—1958 годах Маришка снял свои три знаменитых фильма о Елизавете Баварской с Роми Шнайдер в главной роли («Сисси», «Сисси — молодая императрица», «Сисси. Трудные годы императрицы»).